# Mutilation sur les animaux
 (juin 2019).
Les mutilations sur les animaux sont des actes de cruauté envers les animaux. Elles sont généralement pratiquées dans les élevages et le plus souvent sans anesthésie, ce qui induit des douleurs extrêmes aux animaux, phénomène où des animaux sont retrouvés morts dans des circonstances anormales. Ce phénomène est caractérisé par différents éléments inexpliqués tels que la précision chirurgicale de la mutilation, le drainage complet du sang de l'animal, l'ablation de certains organes internes et des organes sexuels.

## Liste des mutilations

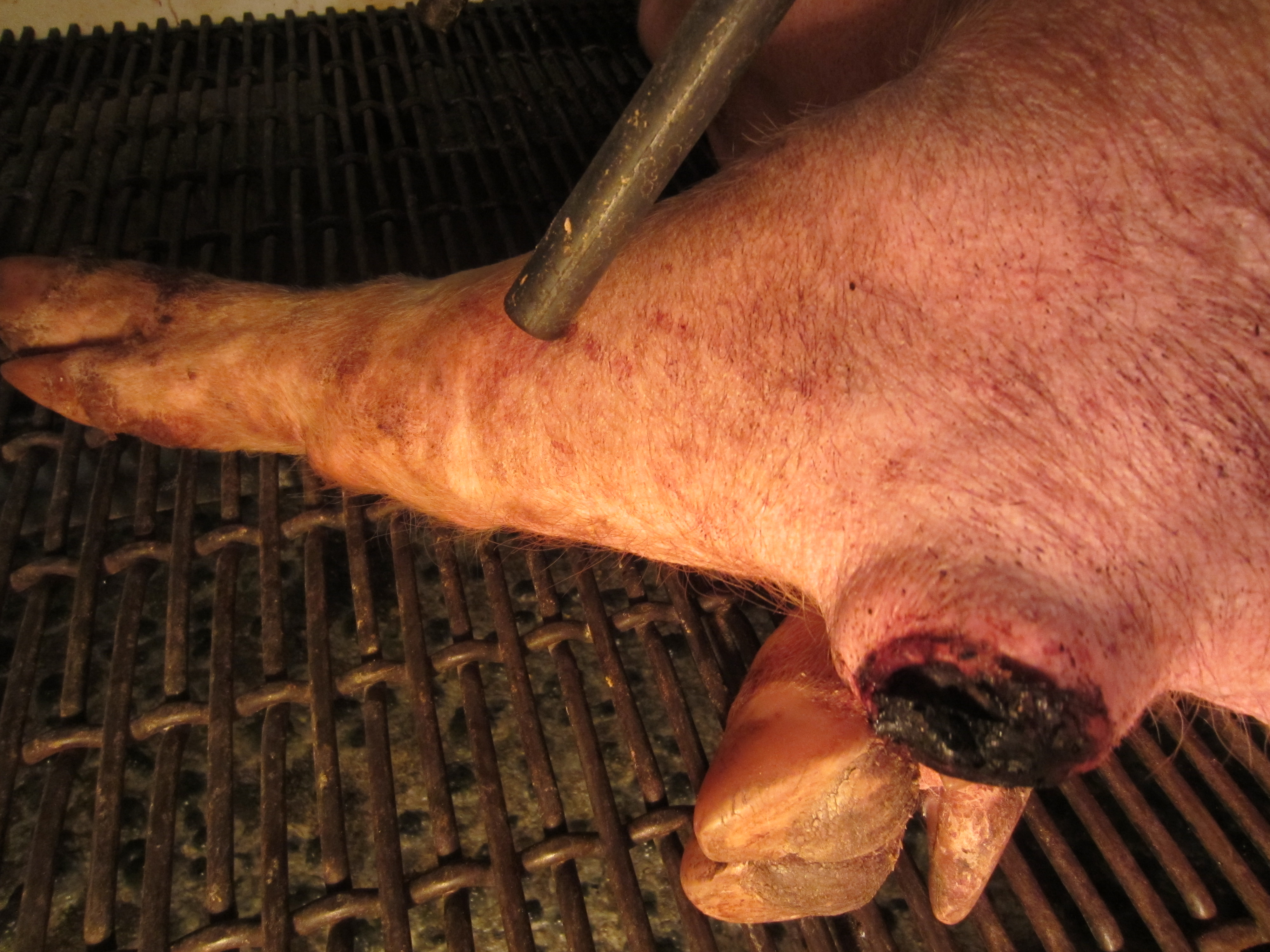
Ablation de la queue réalisée sur un cochon.

Parmi les mutilations les plus pratiquées, on peut citer :
- l'essorillement (coupe des oreilles)[3].
- l'écornage (coupe des cornes)[4].
- la caudectomie (coupe de la queue)[5].
- la castration (coupe des organes reproducteurs)[6].
- l'anglaisage (coupe des muscles coccygiens)
- la ovariectomie (ablation des ovaires)[7].
- la tendinectomie (coupe des tendons)
- l'onyxectomie (coupe des griffes)[8].